# Amphoe Chanuman
Amphoe Chanuman (Thai: อำเภอ ชานุมาน) ist ein Landkreis (Amphoe – Verwaltungs-Distrikt) der  Provinz Amnat Charoen. Die Provinz Amnat Charoen liegt im östlichen Teil der Nordostregion von Thailand, dem so genannten Isan.

## Geographie
Benachbarte Amphoe sind vom Südosten aus gezählt: Amphoe Khemarat in der Provinz Ubon Ratchathani, die Amphoe Pathum Ratchawongsa und Senangkhanikhom in Amnat Charoen, Amphoe Loeng Nok Tha in der Provinz Yasothon sowie Amphoe Don Tan in der Provinz Mukdahan. Im Osten, am gegenüberliegenden Ufer des Mekong, liegt die laotische Provinz Salavan.
Wichtigste Wasserquelle ist der Mekong.

## Geschichte
Mueang Chanuman Monthon wurde 1879 eingerichtet, seinerzeit als Bestandteil des Monthon Ubon Ratchathani. Später hatte die Stadt eine Wirtschaftskrise durchzustehen und Teile der Bevölkerung wanderten in andere Regionen ab. Daraufhin wurde Chanuman durch Prinz Sapphasitthiprasong zu einer King Amphoe herabgestuft und dem Amphoe Khemarat untergeordnet.
1958 erhielt Chanuman den Status einer Amphoe zurück.
Chanuman war einer der Distrikte, mit denen am 12. Januar 1993 die neue Provinz Amnat Charoen gebildet wurde.

## Verwaltung
Provinzverwaltung
Amphoe Chanuman ist in fünf Tambon („Unterbezirke“ oder „Gemeinden“) eingeteilt, die sich weiter in 62 Muban („Dörfer“) unterteilen.
| Nr. | Name             | Thai      | Muban | Einw.  |
| --- | ---------------- | --------- | ----- | ------ |
| 01. | Chanuman         | ชานุมาน    | 15    | 10.051 |
| 02. | Khok San         | โคกสาร    | 09    | 05.896 |
| 03. | Kham Khuean Kaeo | คำเขื่อนแก้ว | 12    | 09.099 |
| 04. | Khok Kong        | โคกก่ง     | 13    | 06.722 |
| 05. | Pa Ko            | ป่าก่อ      | 13    | 08.258 |

Lokalverwaltung
Es gibt zwei Kommunen mit „Kleinstadt“-Status (Thesaban Tambon) im Landkreis:
- Khok Kong (Thai: เทศบาลตำบลโคกก่ง) umfasst den gesamten Tambon Khok Kong.
- Chanuman (Thai: เทศบาลตำบลชานุมาน) umfasst Teile des Tambon Chanuman.

Außerdem gibt es vier „Tambon-Verwaltungsorganisationen“ (องค์การบริหารส่วนตำบล – Tambon Administrative Organizations, TAO):
- Chanuman (Thai: องค์การบริหารส่วนตำบลชานุมาน)
- Khok San (Thai: องค์การบริหารส่วนตำบลโคกสาร)
- Kham Khuean Kaeo (Thai: องค์การบริหารส่วนตำบลคำเขื่อนแก้ว)
- Pa Ko (Thai: องค์การบริหารส่วนตำบลป่าก่อ)